# Hontianske Moravce
Hontianske Moravce és un poble i municipi d'Eslovàquia. Es troba a la regió de Banská Bystrica.

## Història
La primera menció escrita de la vila es remunta al 1245.

## Demografia
| Godina             | 1994 | 2004    | 2014   | 2024    |
| ------------------ | ---- | ------- | ------ | ------- |
| Nombre de persones | 723  | 893     | 885    | 745     |
| Diferència         |      | +23,51% | −0,89% | −15,81% |

| Godina             | 2023 | 2024   |
| ------------------ | ---- | ------ |
| Nombre de persones | 760  | 745    |
| Diferència         |      | −1,97% |

## Viles agermanades
- Kysáč, Sèrbia